# Бранты
Бранты — дворянский род.
Франц Брант (1777—1837), герба Пржислуга, 27.01.1820 жалован дипломом на потомственное дворянское достоинство Царства Польского.

## Описание герба
В лазоревом поле серебряный Меркуриев жезл в косой крест с таким же факелом с червленым пламенем.
На щите дворянский коронованный шлем. Нашлемник: три лазоревых страусовых пера. Намёт на щите лазоревый, подложенный серебром.